# Komancsok
A komancsok (komancs nyelven: Nʉmʉnʉʉ) észak-amerikai indián törzs. Hivatalos szervezetük a Comanche Nation (Komancs Nemzet), amelynek az oklahomai Lawtonban van a központja. A tagsághoz legalább az egyik dédszülő komancs származását kell igazolni.
Legközelebbi rokonaik a sosonok, akiktől 1700 körül váltak el. A 18. század végén kb. negyvenötezren tartozhattak a törzshöz. Ekkoriban ők voltak az amerikai Nagy-síkság déli részének domináns népe. Ma a Comanche Nationnek 16 372 tagja van, melynek kb. fele él a szervezet területén. Nyelvük a juto-azték nyelvcsaládba tartozik, egyes szakértők a soson nyelv dialektusának tartják. A törzs tagjainak alig 1%-a beszéli a komancs nyelvet.

## Nyelv

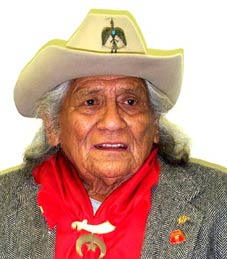
Charles Chibitty, második világháborús kódbeszélő

A komancs megnevezés a jút indiánoktól származik: kɨmantsi, jelentése ellenség. Saját magukat Nʉmʉnʉʉ (nemené) néven illetik.
A komancs nyelv a juto-azték nyelvcsalád numa csoportjába tartozik. Legközelebbi rokona a soson nyelv, amelytől 1700 körül vált el. Legkorábbi leírt szavai 1786-ból származnak, ezek alapján akkor még csak a soson egyik dialektusa volt. A 20. századra a hangtani változások miatt a sosonok és komancsok már csak nehezen értik meg egymást. Mára a komancsok kevesebb, mint 1%-a beszéli a nyelvet, azok is többnyire idősek. A 19. század végétől sok komancs (és egyéb indián) gyereket bentlakásos iskolába vittek, ahol csak angolul volt szabad beszélniük és anyanyelvük használatát szigorúan büntették.
A második világháborúban az amerikai hadsereg a titkos üzeneteket többféle indián nyelven kódolta, hogy a németek ne tudják megfejteni őket. Ebben a munkában 17 komancs is részt vett.

## Történetük

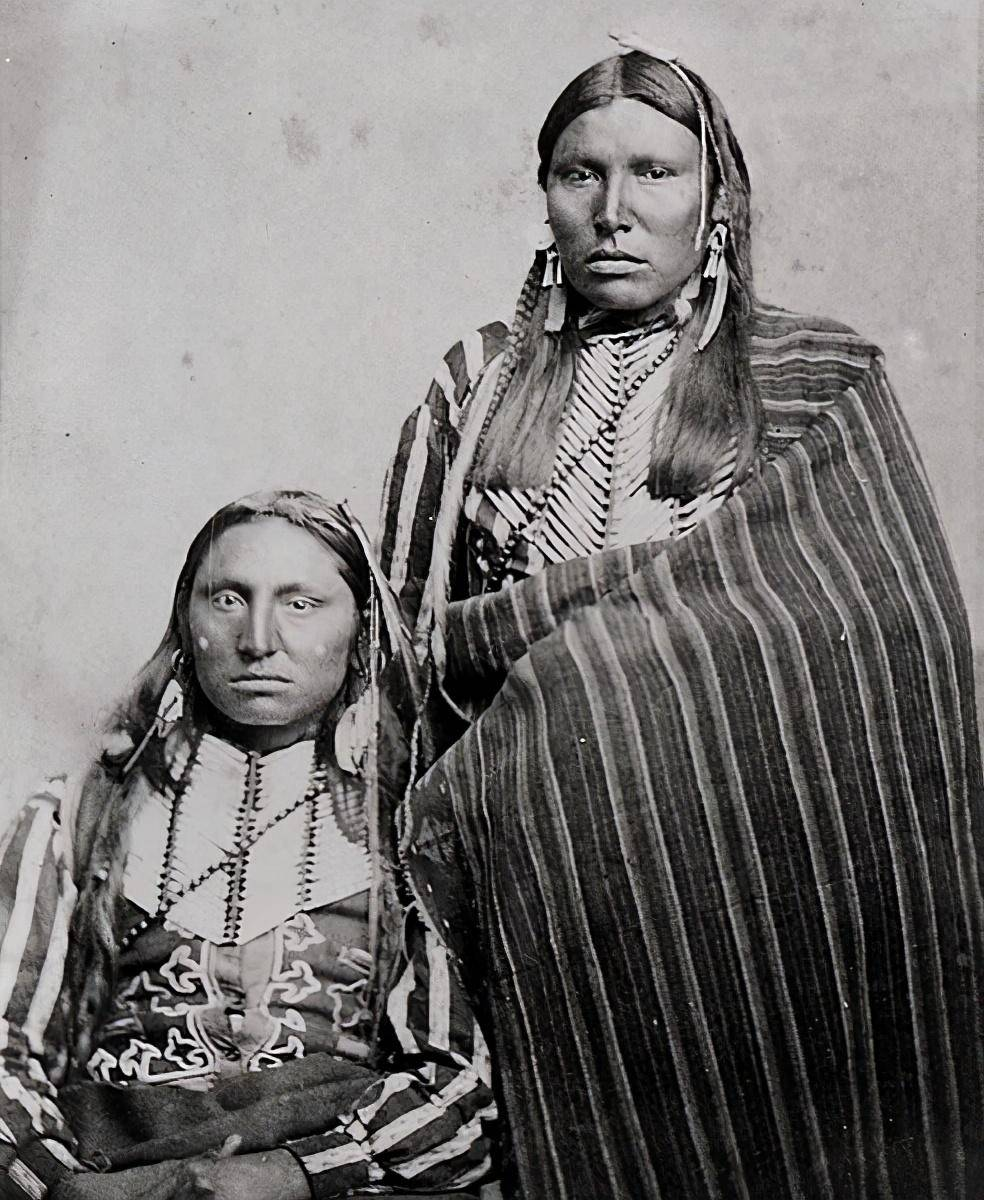
Komancs harcosok (19. század közepe)

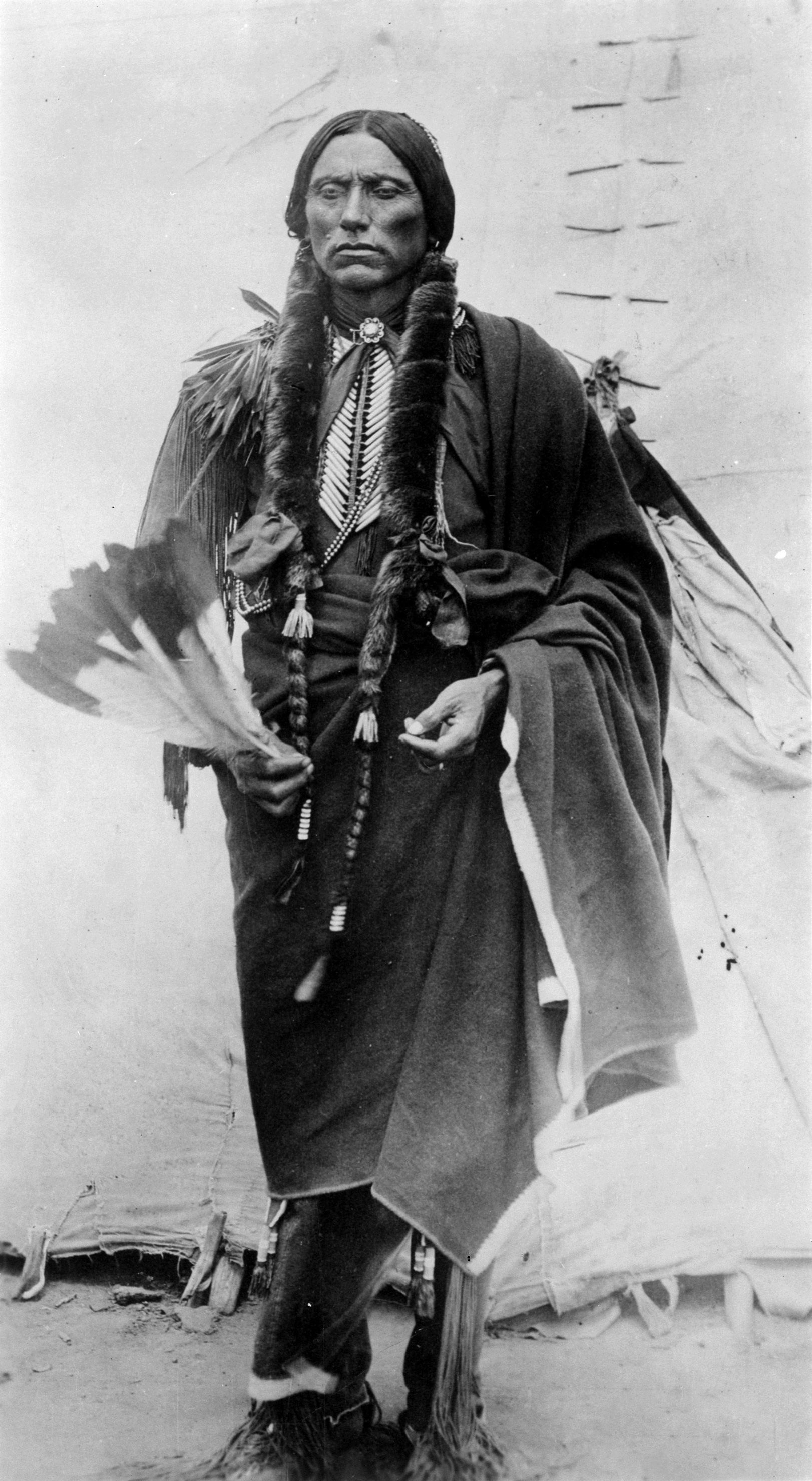
Quanah Parker a komancsok főnöke

A komancsok röviddel 1700 előtt jelentek meg különálló csoportként, amikor a wyomingi Platte folyó mentén élő sosonok egy része lovakat szerzett a puebló indiánoktól és a nagyobb mozgékonyság megváltoztatta életmódjukat. A lovak központi szerepet játszottak kultúrájuk létrehozásában. Lehetséges, hogy ők voltak az első prérilakó indiánok, akik teljes mértékben kihasználták a lovaglás előnyeit és a többi szomszédjuk is tőlük vette át a lovaglás tudományát.
A bölények (és feltehetően a spanyolok által tenyésztett lovak) utáni vándorlás során a Nagy-síkság déli részére érkeztek, az Arkansas-folyó és Közép-Texas közötti síkvidékre. 1700 körül értek a mai Új-Mexikó és Észak-Texas vidékére és miután 1723-ban a Wichita folyónál egy kilencnapos csatában legyőzték őket, délebbre szorították a lipan apacsokat. Ezután létszámuk drámai módon megnőtt; részben a bölények bőségének köszönhetően, de újabb soson csapatok is csatlakoztak hozzájuk és hatékonyabb harcmodoruk miatt nőket és gyerekeket is raboltak a környező törzsektől. Becslések szerint több ezer mexikói, texasi és amerikai telepest is foglyuk ejtettek. A komancsok soha nem alkottak egységes irányítás alatt lévő törzset, körülbelül tucatnyi, azonos nyelvű és kultúrájú csoporthoz tartoztak, amelyek egymással csak nagyon ritkán harcoltak.
A 19. század közepén a komancsok rendszeresen adtak el lovakat az amerikai telepeseknek, vagy a kaliforniai aranyláz idején a területükön áthaladó aranyásóknak. Emellett hírhedtek voltak, mint notórius lótolvajok és a későbbiekben tevékenységüket a szarvasmarhákra is kiterjesztették. Jószáglopásaik miatt rendszeresen összetűzésekbe keveredtek a mexikói és amerikai telepesekkel és a szomszédos indiánokkal. Szállásterületükön mintegy kétmillió vadló is élt, amelyeket igen ügyesen törtek be. A törzs létszáma 30-40 ezer ember körül volt, de 90-120 ezer lovat tartottak. Ellenségeikre lóháton törtek, többnyire éjszaka, teliholdkor.
Hagyományos szállásterületük, az ún. Comancheria (Nʉmʉnʉʉ Sookobitʉ, Komancsföld) a mai Közép- és Nyugat-Texasra, Kelet-Új-Mexikóra, Délkelet-Coloradóra és Délnyugat-Kansasra terjedt ki. Bár a 19. század közepéig számos európai eredetű járvány (feketehimlő, kanyaró, kolera) a törzs nagy részét elpusztította, az 1860-as évekig képesek maradtak territóriumuk megvédésére. Az amerikai kormány 1867-ben kezdte el a komancsok rezervátumokba zárását. Kezdetben 160 ezer km²-nyi terület átadásáért 13 ezer km²-es rezervátumot, iskolák és templomok építését, valamint a bölényvadászok megfékezését ígérték. Ezekből nem sok valósult meg. Miután 1874-ben a komancsok Adobe Wallsnál megtámadtak 29 bölényvadászt, a hadsereg a Red River-háború során bekényszerítette őket a rezervátumaikba. 1875-ben az utolsó, Quanah Parker vezette szabad csoport is megadta magát és bevonult a kormány által kijelölt helyére. Egy évvel később 170 harcos Fekete Ló vezetésével elhagyta a rezervátumot és több bölényvadász társaságot megtámadtak. Az indiánokat 45 bölényvadász űzte vissza; az ütközetben 35 komancs vesztette az életét. Néhány komancs lipan és meszkalero apacsokkal közösen még az 1880-as években is kitartott Észak-Mexikóban, de a mexikói és amerikai katonák rövidesen felszámolták függetlenségüket. Tíz éven belül a bölények a kihalás szélére kerültek és a régi komancs életforma nem volt többé fenntartható. 
Miután a járványok, harcok és az éhezés megtizedelte a számukat, 1890-ben a Fort Sill rezervátumban már csak 1600 komancs élt (1140 kajovával és 326 kajova apaccsal együtt). 1892-ben a rezervátum területét 1900 km²-re csökkentették.
A második világháború környékén sok komancs elhagyta a rezervátumot és Kaliforniában és az amerikai Délnyugaton kerestek állást és jobb életlehetőségeket. Ma a Comanche Nation tagjainak kb. fele él a valamikori rezervátum környékén.

## Kultúra és társadalom

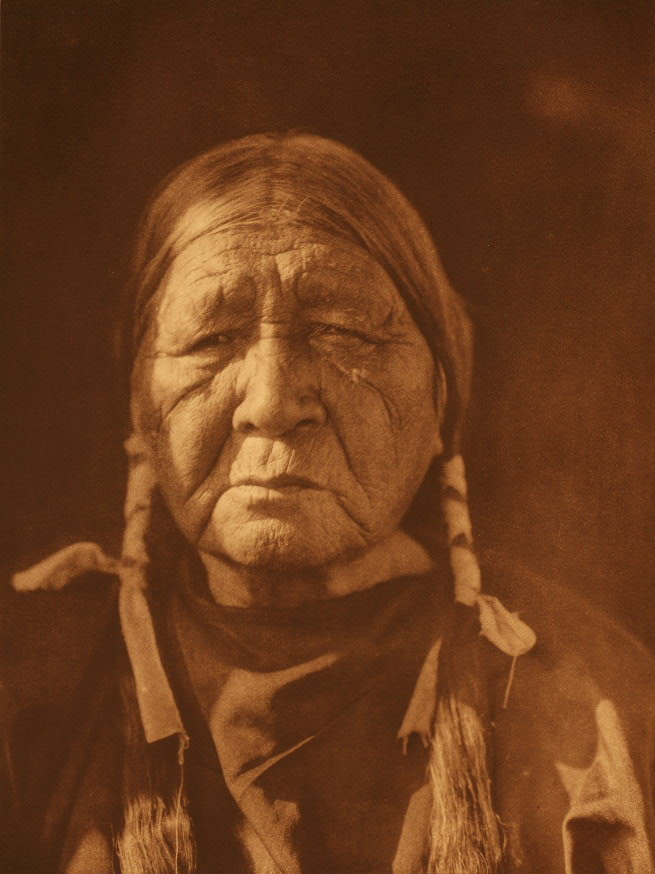
Komancs férfi (1930)

A komancs társadalom négy szinten szerveződött: a nukleáris család; a nagycsalád (nʉmʉnahkahni); a helyi csoport (spanyol szóval időnként rancheriaként említik; egy vagy több nagycsalád); csoport vagy divízió (spanyolul nación vagy rama több helyi csoport, amelyek rokonok lehetnek és valamilyen okból (háború, vadászat, kereskedelem) közös érdekeik vannak. Egy átlagos csoport kb. száz főből állt.
A csoportoknak nem volt állandó egyszemélyi vezetője. A törzsi tanácsnak legnagyobb tekintélyű tagja a „békebeli főnök” volt, többnyire egy idősebb férfi, aki köztiszteletnek örvendett és elfogadták tanácsait. Formális választást nem tartottak. A tanács döntött arról, hogy merre vadásszanak, kivel háborúzzanak, melyik csoporttal legyenek szövetségben. Háborúban „háborús főnököt” választottak, aki általában egy tapasztalt, bátor harcos volt, akire a többiek felnéztek. Az ő parancsainak minden más harcos engedelmeskedett, a harcok végével azonban pozíciója megszűnt.

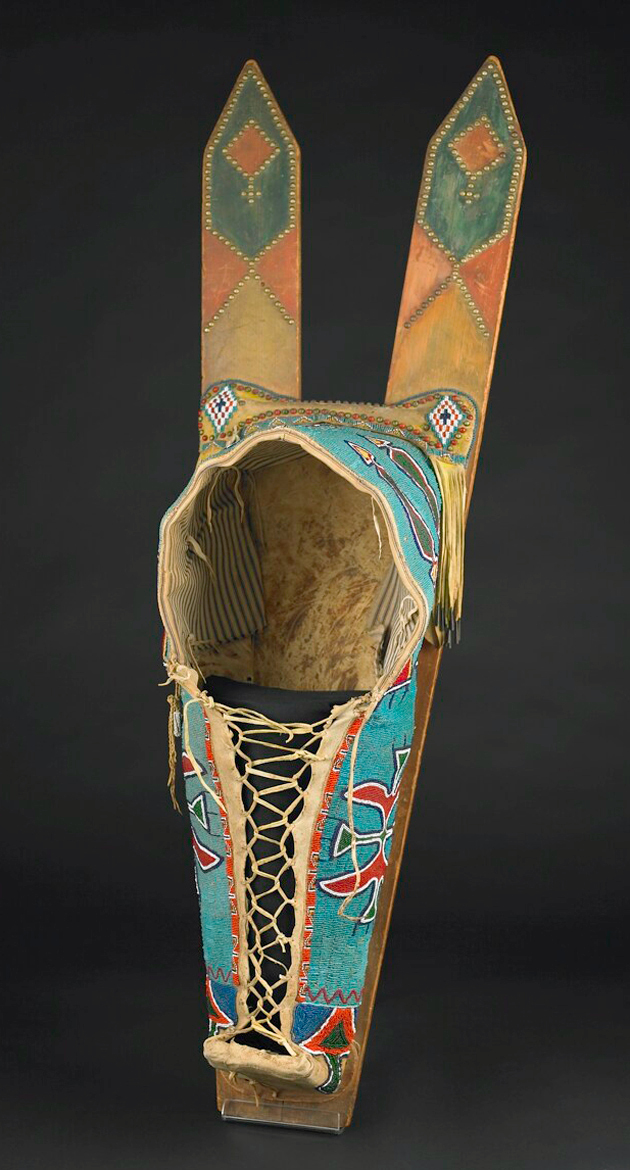
Hátibölcső (Birminghami Művészeti Múzeum)

A komancs férfiak vadásztak és háborúztak. Már fiatal korukban megtanultak lovagolni és elvárták tőlük, hogy merészek legyenek az összecsapásokban. A nők végezték a főzést, az elejtett állatok nyúzását, táborverést, gyereknevelést és a család ingóságainak szállítását.
Születés után a csecsemőt bepólyálták és néhány napig az anyjával maradt a sátorban. Ezután anyja visszatért a munkájához, a gyereket pedig hátibölcsőben hordozta magával. A hátibölcső egy lapos deszkára erősített, elöl összefűzhető bőrzsák volt. A gyerek kb. tíz hónapos koráig maradt benne, utána már engedték kúszni-mászni. Nevüket a csoport orvosságos embere (vagy más tekintélyes személy), ritkábban a szülők adták. A fiúk gyakran nagyapjuk, nagybátyjuk vagy más rokonuk után kapták a nevüket; a lányuk nevét többnyire az anyjuk választotta az apa valamelyik rokonáról. Amikor felnőttek bece- vagy csúfneveket is kaptak, tetteik, tulajdonságaik alapján. A fiúk előbb tanultak meg lovagolni, mint járni, négy- ötéves korukra már elvárták, hogy ügyesen kezeljen egy lovat. Öt-hatévesen kezdték gyakorolni a nyilazást és a többi gyerekkel együtt madarakra vadásztak.
A férfivá avatás első lépése az volt, hogy egy vadászaton meg kellett ölnie egy bölényt. A 15-16 kamaszoknak át kellett esniük a beavatási rítuson, ami több napos böjtölésből és a szellemvilággal való kapcsolatbalépésből állt. Ezután apjuk lovat adott nekik és készen álltak a hadba vonulásra. Ha bebizonyították, hogy jó harcosok, a tiszteletükre ajándékozási táncot rendeztek: ennek során szülei és rokonai ajándékokat (takarókat, lovakat szimbolizáló pálcákat) szórtak a többi csoporttag közé. Sokan ilyenkor minden vagyonukat elosztogatták.
A lányok megtanulták felismerni és gyűjteni az ehető bogyókat, terméseket és gyökereket. Vizet hordtak és tűzifát gyűjtöttek, majd tizenkét éves korukban megtanultak főzni, sátrat és ruhát varrni, bőrt kikészíteni. Ha mindezeket a feladatokat jól el tudták végezni, készen álltak a házasságra.
Amikor valaki meghalt, testét pokrócba csavarva valaki lovon kivitte a vadonba és keresett neki egy megfelelő sírhelyet, például egy barlangot. Miután kövekkel betakarta a holttestet, visszatért a táborba, ahol a gyászolók elégették az elhunyt minden tulajdonát és a legközelebbi rokon meghasogatta a karjait. Megtérítésük után a komancsok is áttértek a keresztény szokás szerinti koporsós temetésre.

### Életmódjuk

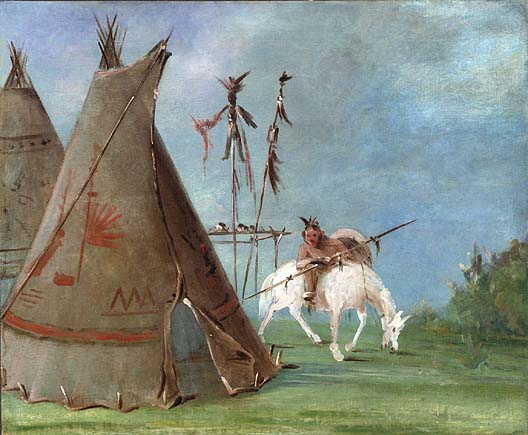
Komancs tipi (George Catlin képe, 1832)

A komacsok tipikben, bölénybőrből készített sátrakban éltek. Egy tipihez átlagosan 14 bőrt használtak fel, de a nagyobbakhoz 22 is szükséges volt. A bőröket napon kiszárították, lekaparták róluk a maradék zsírt és a szőrt, majd több napra vízbe áztatták. Ezután zsír, velő és máj keverékével bekenték és egy kifeszített szíjon föl-alá húzgálták, hogy megpuhuljon. Tűz fölött megfüstölték, majd összeöltötték őket a végleges sátorformára. A könnyen összerakható és lebontható sátraknak köszönhetően egy komancs tábor húsz perc alatt menetkész tudott lenni.
A komancsok eredetileg vadász-gyűjtögetők voltak, de a prérire költözésük után bölényvadásszá váltak. Kisebb mértékben vadlovakat, szarvasokat, medvéket is lőttek. A 19. század közepétől szarvasmarhákat is ettek, de ezeket jellemzően lopták, maguk nem tartották. Halat és madarakat csak éhínség idején fogyasztottak, bár ilyenkor mindent megettek a szkunkoktól a gyíkokon át a sáskákig. A nők vadon növő gyümölcsöket, magvakat, bogyókat, gumókat is gyűjtögettek, kereskedelem útján pedig kukoricát, babot, szárított tököt és dohányt szereztek be. Az ételt vagy sütötték, vagy megfőzték: földbe ásott lyukat bőrökkel vagy bölénygyomorral kibéleltek és a beletöltött vizet forró kövekkel felforralták. Később a spanyolokkal és angolokkal cserépedényeket és vasüstöket cseréltek, ami jelentősen megkönnyítette a főzést.

### Viseletük

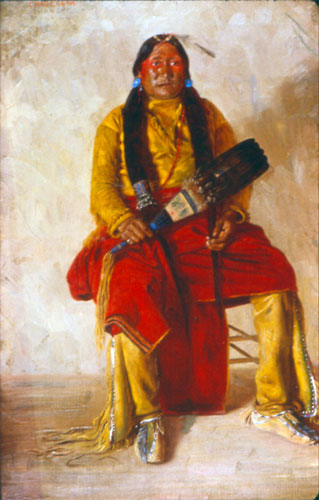
Komancs férfi (1897)

A férfiak ruházata egy bőrövből, szarvasbőr ágyékkötőből, laza, szarvasbőr nadrágból, valamint bölénybőr talpú és szarvasbőr felsőrészű mokaszinból állt. Felsőtestükön csak télen hordtak bölény-, medve- vagy farkasbundát. A nők hosszú, széles ujjú és széles szoknyarészű szarvasbőr ruhát viseltek. A ruházatot gyöngyökkel, fémdarabokkal, állatszőrrel és emberi hajjal díszítették. A fiúk nyolc-kilencéves korukig meztelenek voltak meleg időben, míg a lányok ágyékkötőt hordtak, amint járni tudtak. Hajukat hosszúra növesztették és középen homloktól tarkóig szétválasztva hordták. A választékot színes agyaggal kenték be. A hajukat két copfba fonták, amibe bőrszíjakat vagy szalagokat fontak és néha hódprémmel tekerték be. A fejtetőn egy hajfürtöt külön fontak be, amit szalagokkal, gyöngyökkel vagy egyetlen tollal díszítettek. A komancs férfiak ritkán hordtak bármit is a fejükön, csak a rezervátumba zárás után vették át a többi törzsre jellemző nagy tolldísz használatát. Hideg teleken karima nélküli bölénybőr kucsmát viseltek. Ha harcba mentek, időnként lenyúzott bölényfej bőrét tették a fejükre, amelyen rajta voltak a szarvak is: ez komancs jellegzetesség volt.
A férfiak többnyire kilyukasztották a fülüket és kagylókból, ezüst vagy rézhuzalból készített fülbevalókat akasztottak bele. Arcukat, karjukat és mellkasukat mértani formákkal tetoválták, illetve bogyóléből és színes agyagból készített festékkel festették. A színeket illetően nem volt külön szokás, kivéve hogy háborúban fekete mintákat festettek magukra. Karjukon bőrből és fémből készült pereceket, szíjakat hordtak. A nők is tetoválták és festették az arcukat és karjukat. Kedvelt minta volt, hogy a fülük belsejét élénkvörösre festették, arcukra pedig nagy piros és narancsszínű köröket rajzoltak.

## Jegyzetek

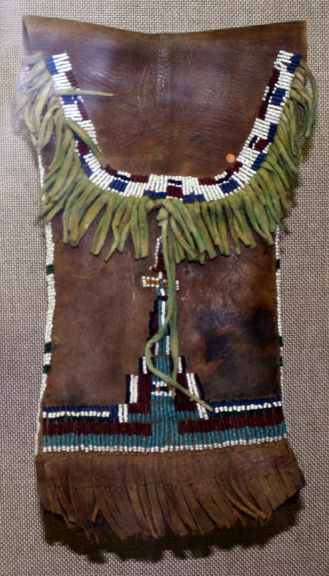
Gyöngyökkel díszített tarisznya (kb. 1880)

## Fordítás
- Ez a szócikk részben vagy egészben  a   Comanche című angol Wikipédia-szócikk ezen változatának fordításán alapul.  Az eredeti cikk szerkesztőit annak laptörténete sorolja fel. Ez a jelzés csupán a megfogalmazás eredetét és a szerzői jogokat jelzi, nem szolgál a cikkben szereplő információk forrásmegjelöléseként.